# Архиепархия Ньери
Архиепархия Ньери (лат. Archidioecesis Nyeriensis) — архиепархия Римско-Католической Церкви с центром в городе Ньери, Кения. Архиепархия Ньери распространяет свою юрисдикцию на территорию Центральной провинции. В митрополию Ньери входят епархии Исиоло, Маралала, Марсабита, Меру, Муранги, Ньяхуруру, Эмбу.

## История
14 сентября 1905 года Святой Престол учредил миссию sui iuris Кении, выделив её из апостольского викариата Южного Занзибара (сегодня — Архиепархия Найроби).
12 июля 1909 года Римский папа Пий X издал бреве Supremi Apostolatus, которой преобразовал миссию sui iuris Кении в апостольский викариат.
10 марта 1926 года апостольский викариат Кении передал часть своей территории для возведения новой апостольской префектуре Меру (сегодня — Епархия Меру) и был переименован в апостольский викариат Ньери.
25 марта 1953 года Римский папа Пий XII издал буллу Quemadmodum ad Nos, которой преобразовал апостольский викариат Ньери в епархию.
25 ноября 1964 года и 17 марта 1983 года епархия Ньери передала часть своей территории для возведения новых епархий Марсабати и Муранги.
21 мая 1990 года Римский папа Иоанн Павел II издал буллу Cum in Keniana, которой возвёл епархию Ньери в ранг архиепархии.
5 декабря 2002 года архиепархия Ньери была передала часть своей территории для новой епархии Ньяхуруру.

## Ординарии архиепархии
- епископ Filippo Perlo (15.07.1909 — 18.11.1925);
- епископ Giuseppe Perrachon (4.01.1926 — 18.10.1930);
- епископ Carlo Re (14.12.1931 — ноябрь 1946);
- епископ Charles (Carlo) Maria Cavallera (19.06.1947 — 25.11.1964) — назначен епископм Марсабати;
- епископ Caesar Gatimu (25.11.1964 — 20.02.1987);
- архиепископ Nicodemus Kirima (12.03.1988 — 27.11.2007);
- архиепископ Peter J. Kairo (19.04.2008 — 23.04.2017, в отставке);
- архиепископ Anthony Muheria (23.04.2017 — по настоящее время).

## Источник
- Annuario Pontificio, Libreria Editrice Vaticana, Città del Vaticano, 2003, ISBN 88-209-7422-3
- Бреве Supremi Apostolatus Архивная копия от 14 июня 2010 на Wayback Machine, AAS 1 (1909), стр. 621  (лат.)
- Булла Quemadmodum ad Nos Архивная копия от 27 марта 2010 на Wayback Machine, AAS 45 (1953), стр. 705  (лат.)
- Булла Cum in Keniana Архивная копия от 17 мая 2014 на Wayback Machine  (лат.)